# Organización municipal de la provincia de Jujuy
En la provincia de Jujuy en Argentina el régimen municipal es ejercido por gobiernos locales denominados municipios. Todo el territorio provincial esta distribuido en municipios a cargo de municipalidades y comisiones municipales según corresponda (sistema de ejidos colindantes).

## Los municipios en la Constitución de la Nación Argentina
La organización municipal estuvo contemplada en la Constitución de la Nación Argentina desde su primera promulgación el 1 de mayo de 1853, expresando en su artículo 5 que cada provincia debía dictar una constitución que asegurara su régimen municipal. Sin embargo, no estaba claro si los municipios debían ser autónomos o autárquicos hasta la sentencia del 21 de marzo de 1989 de la Corte Suprema de Justicia de la Nación Argentina (Caso Rivademar), que interpretó que los municipios eran constitucionalmente autónomos.
Esta sentencia fue contemplada en la reforma de la Constitución de la Nación Argentina según el texto sancionado el 22 de agosto de 1994:

Art. 123. Cada provincia dicta su propia Constitución, conforme a lo dispuesto por el Art. 5 asegurando la autonomía municipal y reglando su alcance y contenido en el orden institucional, político, administrativo, económico y financiero.

## Los municipios en la Constitución de la Provincia de Jujuy
La Constitución de la Provincia de Jujuy sancionada por la convención constituyente el 22 de octubre de 1986 establece:

Art. 123. ATRIBUCIONES Y DEBERES

Corresponde a la Legislatura, conforme a lo establecido en esta Constitución: (...)

13) establecer el régimen municipal cuando correspondiere; (...)

21) fijar las divisiones territoriales de los departamentos y municipios;

22) autorizar la fundación de pueblos y declarar ciudades; (...)

Art. 178. Todos los municipios tienen asegurada por esta Constitución y las leyes que en su consecuencia se dicten, la autonomía necesaria para resolver los asuntos de interés local a los fines del libre y mejor desarrollo de la comunidad. A esos efectos se les garantiza la organización del propio gobierno, la elección directa de sus autoridades y los medios suficientes para el cumplimiento eficaz de sus funciones.

Art. 179. 1) La ley fijará los límites territoriales de cada municipio teniendo en cuenta las condiciones que le permitan desarrollar vida propia y resolverá los casos de división o fusión que se plantearon.
 
2) Ninguna población quedará excluida de los beneficios del régimen municipal. La ley contemplará la situación de las poblaciones pequeñas o rurales vinculadas con la ciudad o localidad más próxima, debiendo prever la formación de entidades comunitarias para sus relaciones con la autoridad municipal (...)

Art. 183. 1) El gobierno de los municipios con más de tres mil (3.000) habitantes estará a cargo de una municipalidad y el de los restantes de una comisión municipal (...)

Art. 184. 1) Cada municipalidad se compondrá de un Concejo Deliberante y un Departamento Ejecutivo.

2) El Concejo Deliberante estará integrado por no menos de cuatro (4) ni más de dieciocho (18) miembros, en la siguiente proporción a la población:

De 3.001 a 5.000 habitantes: 4 concejales;

De 5.001 a 20.000 habitantes: 6 concejales;

De 20.001 a 50.000 habitantes: 8 concejales;

De 50.000 a 100.000 habitantes: 10 concejales;

De 100.000 en adelante, 2 concejales más por cada 50.000 habitantes (...)

7) El Departamento Ejecutivo estará a cargo de un ciudadano con el título de Intendente (...)

Art. 185. 1) Cada Comisión Municipal estará integrada por cuatro (4) miembros elegidos directamente por el pueblo por el sistema que determine la ley. Duran cuatro años en sus funciones, se renovarán por mitad cada dos años y son reelegibles. Anualmente elegirán de su seno un presidente y un secretario, cuyas funciones y atribuciones serán establecidas por la ley (...)

Art. 188. 1) Los municipios con más de veinte mil (20.000) habitantes dictarán una carta orgánica para su propio gobierno, sin más limitaciones que las establecidas en esta Constitución (...)

DISPOSICIONES TRANSITORIAS (...)

NOVENA: 1. Las municipalidades y comisiones municipales que no alcancen a reunir los requisitos prescriptos por esta Constitución, mantendrán su actual estructura, denominación y número de miembros, el que no podrá ser disminuido (...)

### Alcance de la autonomía institucional
La Constitución de la Provincia de Jujuy establece que todos los municipios que superen los 20 000 habitantes pueden obtener la autonomía institucional mediante la sanción de una carta orgánica. La constitución establece que los municipios con carta orgánica deben tener un gobierno de elección popular compuesto por un departamento ejecutivo a cargo de un intendente, y de un concejo deliberante. Este último debe estar integrado por un número de concejales determinado por la constitución y debe ser presidido por uno de sus miembros.

## LeyOrgánica de Municipiosn.º 4466
La ley Orgánica de Municipios n.º 4466 fue sancionada el 25 de octubre de 1989 y modificada por ley n.º 4947 de 1996. Establece para los municipios que no tienen carta orgánica:

Art. 1. AMBITO DE APLICACIÓN: Sin perjuicio de las normas de este capítulo, la presente Ley regirá para todos los Municipios existentes o a crearse; con excepción de las Municipalidades que tengan en vigencia o sancionen su propia Carta Orgánica, de acuerdo con lo establecido en la Constitución de la Provincia (Arts. 179, Ap. 3, 188 y cs.).

Art. 2. DE LOS MUNICIPIOS: La administración local de las comunidades y territorios de la Provincia estará a cargo de Municipalidades y de Comisiones Municipales, de acuerdo con lo que establece la Constitución y demás normas jurídicas que les sean de aplicación.

Art. 5. DELIMITACIONES TERRITORIALES: La Ley que establezca los límites intermunicipales, así como las normas que lo modifiquen, deberán comprender la totalidad del territorio que históricamente y por derecho le corresponde a la Provincia de Jujuy, a fin de garantizar los beneficios del régimen municipal de acuerdo a la Constitución (Art. 179, Ap. 2).

Art. 10. Cada Municipio tiene por finalidad realizar todas las actividades tendientes a la gestión del bien común local, adoptando (dentro de su competencia) las medidas apropiadas para satisfacer las necesidades espirituales y materiales de la comunidad a su cargo.

Art. 18. CREACIÓN DE MUNICIPIO: La ley que disponga la creación de un Municipio deberá establecer sus límites territoriales.

Art. 27. DEBER FORMATIVO: Con el objeto de asegurar los beneficios del régimen municipal, en las poblaciones pequeñas o rurales que no sean sede o asiento de su gobierno, el respectivo Municipio deberá formar organismos para promover la participación de los habitantes y la atención de sus necesidades, o reconocerá las entidades que se hayan formado libremente por cada comunidad para los mismos fines y sus relaciones con la autoridad municipal.

Art. 28. (...) Según más convenga a los intereses de las respectivas poblaciones, cada Municipio podrá crear delegaciones municipales u organizar comunas rurales de carácter "ad honorem", así como promover la formación de entidades comunitarias donde éstas no existieren.

Art. 30. DE LA DELEGACIÓN MUNICIPAL: La delegación municipal será creada por ordenanza del respectivo Municipio; para la atención de los asuntos e intereses de poblaciones pequeñas. Estará a cargo y tendrá como responsable a un vecino del lugar que se desempeñará como delegado.

Art. 31. DE LA COMUNA RURAL: La comuna rural será instituida por acuerdo u ordenanza municipal para la atención de los asuntos e intereses de las poblaciones rurales. Estará a cargo y tendrá como responsable a un Concejo comunal, integrado por representantes de los pobladores de los distintos parajes, localidades o fondos comprendidos en el ámbito de la comuna.

Art. 32. Los integrantes de poblaciones rurales o que habiten en pueblos pequeños, podrán organizarse libremente, formando entidades vecinales o centros comunitarios para la defensa de sus intereses, la gestión de cuestiones comunes, la satisfacción de sus necesidades y el mantenimiento de sus relaciones con la autoridad municipal de la ciudad o localidad más próxima, dentro de la respectiva jurisdicción.

Art. 123. NATURALEZA Y CARÁCTER: El Departamento Ejecutivo será desempeñado por una persona con el título de Intendente Municipal (...)

Art. 167. La Comisión Municipal estará integrada por cuatro (4) miembros, elegidos en la forma que establece la Constitución de la Provincia (...)

Art. 168. Cada Comisión Municipal se compondrá de: a) Un Presidente o Comisionado Municipal, cuyas funciones y atribuciones serán las establecidas para el Departamento Ejecutivo (...) b) Un Secretario (...) c) Dos Vocales que juntamente con el Presidente y el Secretario, integrarán el Concejo Comunal (...)

Art. 174. Los miembros de la Comisión Municipal componen el Concejo Comunal (...)

## Otros datos
A diferencia de la mayoría de las provincias argentinas, Jujuy no ha fijado un límite inferior de habitantes para crear un gobierno local.
El municipio de Cusi Cusi se extiende por los departamentos de Santa Catalina y Rinconada.